# Remi Moses
Remi Mark Moses (Manchester, 14 novembre 1960) è un ex calciatore inglese, di ruolo centrocampista.

## Palmarès

### Club

#### Competizioni nazionali
- Coppa d'Inghilterra: 2

Manchester Utd: 1982-1983, 1984-1985
- Charity Shield: 1

Manchester Utd: 1983